# Pyrenothrix nigra
Pyrenothrix nigra är en lavart som beskrevs av Riddle. Pyrenothrix nigra ingår i släktet Pyrenothrix och familjen Pyrenothrichaceae.   Inga underarter finns listade i Catalogue of Life.